# Al-Tawila
Al-Tawila és una ciutat i districte del Iemen, a la governació de Sanà i al nord-oest de la ciutat de Sanà a uns 55 km en línia recta. Fou edificada a la muntanya anomenada al-Karani d'uns 2.400 metres. La ciutat domina la regió d'al-Mahwit a l'oest i l'Haraz a la part meridional. No apareix esmentada abans del 1210 i se suposa que es va crear com a fortalesa zaidita, en temps de l'imam al-Mansur Abd Allah ibn Hamza (1187-1217). Petita ciutat i mercat de la comarca no va tenir participació rellevant a la història del Iemen. Modernament fou capital d'un kada.